# Tháp Thế kỷ 21
Tháp Thế kỷ 21 là một tòa nhà chọc trời nằm trên đường Sheikh Zayed ở thành phố Dubai, Các Tiểu vương quốc Ả Rập Thống nhất. Hoàn thành vào năm 2003 với chiều cao 269 m tính đến đỉnh ăngten, đây là khu căn hộ cao nhất thế giới lúc đó, kỷ lục này bị phá bởi tháp Eureka ở Melbourne, Úc. Hiện nay tòa nhà 55 tầng này có chủ sở hữu là hãng hàng không Emirates Airline.